# Боливијска кухиња
Боливијска кухиња потиче од комбинације шпанске кухиње са аутохтоним састојцима и традиције Ајмара, између осталог, са каснијим утицајима Немаца, Италијана, Француза и Арапа због доласка имиграната из тих земаља. Традиционални састојци многих јела боливијске кухиње су кукуруз, кромпир, квиноја и пасуљ. Ови састојци су комбиновани са бројним основним производима које су донели Шпанци, попут пиринча, пшенице и меса, укључујући говедину, свињетину и пилетину.
Боливијска кухиња се разликује по географским локацијама. У западној Боливији у Алтиплану, због високе, хладне климе, користе се зачини, док се у низијама Боливије у амазонским регионима јела састоје од производа који обилују тим регионом: воћа, поврћа, рибе и јуке.

## Утицаји
На боливијску кухињу утицали су аргентинска и бразилска кухиња, а мањим делом кухиње суседних земаља. Европска имиграција у Боливију није толико честа у поређењу са другим земљама Латинске Америке, и док су немачка, италијанска, баскијска и друге кухиње утицале на кухињу Боливије, шпанска кухиња остаје примарни утицај.

## Структура јела

### Доручак (desayuno)
Иако боливијски доручак може бити веома богат, већина Боливијаца започиње дан једноставно црном кафом и комадом хлеба.

### Ручак (almuerzo)
Ручак је најважнији оброк, толико да се свакодневни живот врти око њега. Дуги ручкови су традиционални широм земље, па се фирме и продавнице често затварају између 12 и 14 часова, тако да радници имају времена да се врате кући на ручак. Типичан боливијски ручак би се састојао од неколико јела, укључујући супу, главно јело од меса, пиринча и кромпира, затим десерт и кафу. Ручак се узима лаганим темпом и традиционално га прати дремка, често цитирана сијеста.

### Чај (té)
Боливијци имају поподневну паузу за чај сличну онима у Енглеској. Обично се паузе за чај одржавају око 16 и 17 часова у салонима за чај (чајаонице). Ове чајанке се често удвостручују као пекаре, тако да се чај и пецива користе заједно. Шоље црног чаја се обично узимају са кексима или традиционалније са хуминтас. Боливијци често пију чај од коке или трава када не пију црни чај.

### Вечера (cena)
Вечера је лакша, много неформалнија ствар од ручка, и обично се једе око 20 сати или касније.

## Слаткиши
Слаткиши у Боливији користе типичне заслађиваче попут меда и шећерне трске. Манхар бланко је уобичајени састојак који се користи као пунило уместо дулче де леће за регионалне варијације традиционалних посластица попут алфахореса. Често се користе слатко воће попут банана, гуаве, кокоса, маракује и грожђица, посебно кокос који се појављује у бројним десертним препаратима попут кокаде, кокосовог пудинга и пастелитоса.

Неко локално воће попут ачаче потиче из Амазона, док су друга још увек пореклом из Анда. Плод черимоје, за који се верује да је пореклом из Анда, обично се користи за прављење сладоледа и других слаткиша. Марк Твен је једном описао черимоју као „најукусније воће познато мушкарцима“.
Еладо де камела (сладолед од цимета) је врста сорбета са укусом цимета. Тава-Тава су фритула заслађена сирупом од трске.
Бунуелос су пржене слатке фритуле које се обично једу за доручак са заслађеним пићем званим апи. Друга храна за доручак је андска воћка тамарило, уобичајени састојак компота, мармелада и разних десерта.

## Боливијска јела

### Јела
- Пиринач са сиром (шп. Arroz con queso)[4]
- Чарке (шп. Charque)
- Ахи де саисе (шп. Ají de Saice)
- Фрикасе (шп. Fricasé)
- Пике мачо (шп. Pique macho)
- Салтењас (шп. Saltenas)
- Сопа де мани (шп. Sopa de maní)
- Силпанчо (шп. Silpancho)

### Сосови
- Ахи
- Љајва (шп. Llajwa)

### Пића
- Сингани (шп. Singani)
- Јунгењо (шп. Yungueño)
- Мокочинчи (шп. Mocochinchi)